# Кубай Юлія Валеріївна
Юлія Валеріївна Кубай — українська письменниця, лауреатка Міжнародного конкурсу «Коронація слова» 2016 року.

## Біографія
Юлія Кубай народилася 8 жовтня 1993 року в м. Ковель Волинської області. У 2010 році закінчила загальноосвітню школу № 10 міста Ковель, після чого вступила до Національного авіаційного університету (кафедра комп'ютерно-мультимедійних видань). З 2010 року мешкає в м. Києві.

Працювала на посаді дизайнер-верстальщик у видавничому домі «Здоров'я України». Працює в OTP Bank, Україна.

## Творчість
Юлія Кубай — авторка роману «Душа», переможця Міжнародного літературного конкурсу «Коронація слова [Архівовано 14 травня 2018 у Wayback Machine.] 2016», друга премія. У романі примхливо переплітаються жорстокість світу політики, хворі марення, невинна любов і породжені музикою прекрасні картини.

Наразі займається малюванням. Малює пейзажі. Використовує акварель.

Твори
- «Душа» 2017 рік (видавництво Брайт Букс);
- «Ідеальність»[2] 2021 рік (Книжковий клуб «Клуб Сімейного Дозвілля»)

## Відзнаки
- II премія конкурсу Коронація слова 2016 у номінації романи;
- відзнака "Вибір видавництва «Клуб сімейного дозвілля» за роман «Ідеальність» — Коронація слова 2020[3]